# Academia Roraimense de Letras
A Academia Roraimense de Letras é a instituição que congrega um escol de agentes da literatura e cuja natureza jurídica é de entidade literária máxima do estado brasileiro de Roraima.

## História

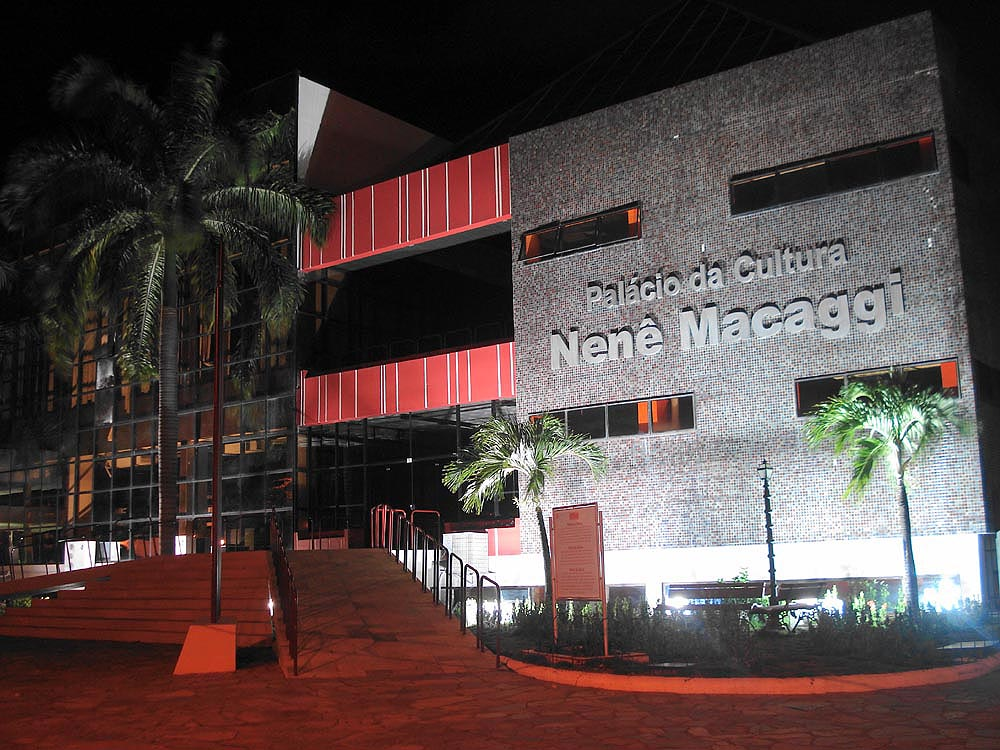
Palácio da Cultura Nenê Macugi, sede da academia.

Foi fundada em 1989 e tem sede na cidade de Boa Vista, capital do estado, instalada no Palácio da Cultura.

## Lista de membros
Lista a completar:
- Cecy Brasil
- Dagmar Ramalho
- Dr° Cicero Ferreira da Silva (Médico Veterinário), cadeira nº 11 da AROL
- Raimundo Leopoldo de Menezes Neto[6]